# RPK-2 Wjuga
RPK-2 Wjuga (ros. РПК-2 «Вьюга», NATO: SS–N–15 Starfish) – odpalany z okrętów podwodnych radziecki rakietowy pocisk przeciwpodwodny z głowicą w postaci klasycznej bomby głębinowej, lekkiej torpedy przeciwpodwodnej (rakietotorpeda) bądź ładunku termojądrowego. Pocisk podobny do amerykańskiego UUM-44A SUBROC, wystrzeliwany z pozycji podwodnej – po wynurzeniu ponad powierzchnię, rozpędzany za pomocą silnika rakietowego na dystansie około 10–40 km (według oficjalnych źródeł amerykańskich 45–50 km), po czym w rejonie celu uwalniany jest ładunek pocisku, który swobodnie opadając po trajektorii balistycznej, zanurza się przed detonacją w wodzie. Pozostawały na wyposażeniu okrętów podwodnych typów Charlie II, Alfa i Victor III.
System opracowany był przez biuro OKB-9 ze Swierdłowska pod kierownictwem F. Pietrowa i N. Kostrulina. Przyjęty formalnie na uzbrojenie 4 sierpnia 1969 roku. Rakieta nosiła oznaczenie 81R i była odpalana z wyrzutni torpedowych kalibru 533 mm z głębokości do 50–60 m. Mogła służyć także do atakowania celów naziemnych.